# Alessandro Albicini
Alessandro Albicini (Forlì, 14 luglio 1862 – Forlì, 29 gennaio 1941) è stato un politico italiano.
Esponente della più facoltosa ed agiata classe sociale della Forlì del XIX secolo, aveva il titolo nobiliare di marchese.
Già due volte deputato, venne nominato senatore del Regno d'Italia il 21 gennaio 1929 e ricoprì tale incarico fino alla morte.